# Fiberfill
Fiberfill je syntetické vlákno s vysokou objemností, jehož plnost se udržuje i po praní. Vyrábí se většinou z polyesteru, nejčastěji jako dutá vlákna např.v jemnostech 7,2 a 13,3 dtex, se 4-7 dutinami v průřezu, se zárukou 90 % původní objemnosti i po desátém praní.
Apretura silikonem dává vláknu hladký povrch, měkkost a zabraňuje tvoření chuchvalců. Tyto vlastnosti jsou nutné zejména při použití fiberfillu jako výplň polštářů, matrací, hraček, jako izolační vrstva prošívaných zimních oděvů aj.
Fiberfill má jako výplň oproti dranému peří menší hřejivost, absorbuje méně vlhkosti a je podstatně levnější. Je však asi o 30 % dražší než běžná umělá vlákna stejné provenience.

## Fiberfill z bambusových vláken
Pod tímto označením byl v roce 2009 zveřejněn patent na získávání bambusových vláken s jemností 0,45-4,5 dtex a délce 30-60 mm. Z tohoto materiálu se dá vyrábět rouno nebo pavučina s použitím k podobným účelům jako fibefill ze syntetických materiálů.
K praktickému využití patentu nebylo do roku 2013 nic publikováno.